# Leichtathletik-Europameisterschaften 2016/Diskuswurf der Frauen

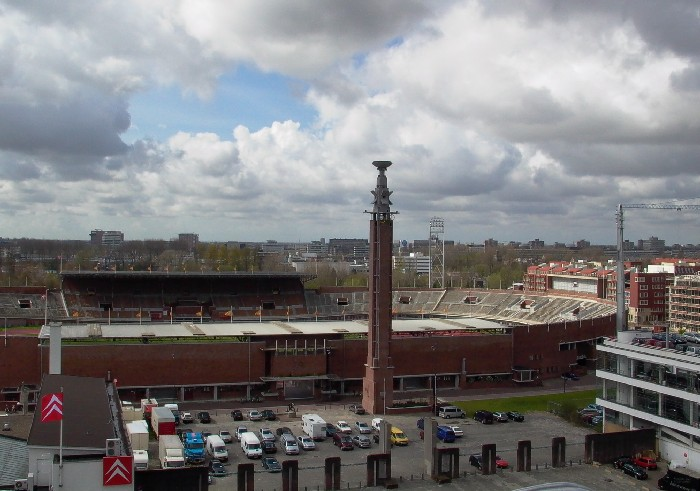
Das Olympiastadion in Amsterdam im Jahr 2005

Der  Diskuswurf  der Frauen bei den Leichtathletik-Europameisterschaften 2016 wurde am 6. und 8. Juli 2016 im Olympiastadion der niederländischen Hauptstadt Amsterdam ausgetragen.
Mit Silber und Bronze errangen die deutschen Diskuswerferinnen in diesem Wettbewerb zwei Medaillen. Zu ihrem bereits vierten EM-Titel in Folge kam die kroatische Olympiasiegerin von 2012, Weltmeisterin von 2013 und Vizeweltmeisterin von 2015 Sandra Perković. Sie gewann vor Julia Fischer. Bronze ging wie schon bei den Europameisterschaften vor zwei Jahren an Shanice Craft.

## Bestehende Rekorde
| Weltrekord           | 76,80 m | Gabriele Reinsch | Neubrandenburg, DDR (heute Deutschland) | 9. Juli 1988    |
| Europarekord         | 76,80 m | Gabriele Reinsch | Neubrandenburg, DDR (heute Deutschland) | 9. Juli 1988    |
| Meisterschaftsrekord | 71,36 m | Diana Sachse     | EM Stuttgart, BR Deutschland            | 28. August 1986 |

Der bereits seit 1986 bestehende EM-Rekord wurde auch bei diesen Europameisterschaften nicht erreicht. Die größte Weite erzielte die kroatische Europameisterin Sandra Perković im Finale mit 69,97 m, womit sie 1,39 m unter dem Rekord blieb. Zum Welt- und Europarekord fehlten ihr 6,83 m.

## Legende
Kurze Übersicht zur Bedeutung der Symbolik – so üblicherweise auch in sonstigen Veröffentlichungen verwendet:
| – | verzichtet |
| x | ungültig   |

## Qualifikation
26 Wettbewerberinnen traten in zwei Gruppen zur Qualifikationsrunde an. Die Qualifikationsweite für den direkten Finaleinzug war mit 58,00 m etwas zu niedrig angesetzt. So erreichten mit fünfzehn Athletinnen, die diese Marke übertroffen hatten (hellblau unterlegt), drei Werferinnen mehr als eigentlich vorgesehen, das für den übernächsten Tag angesetzte Finale.

### Gruppe A

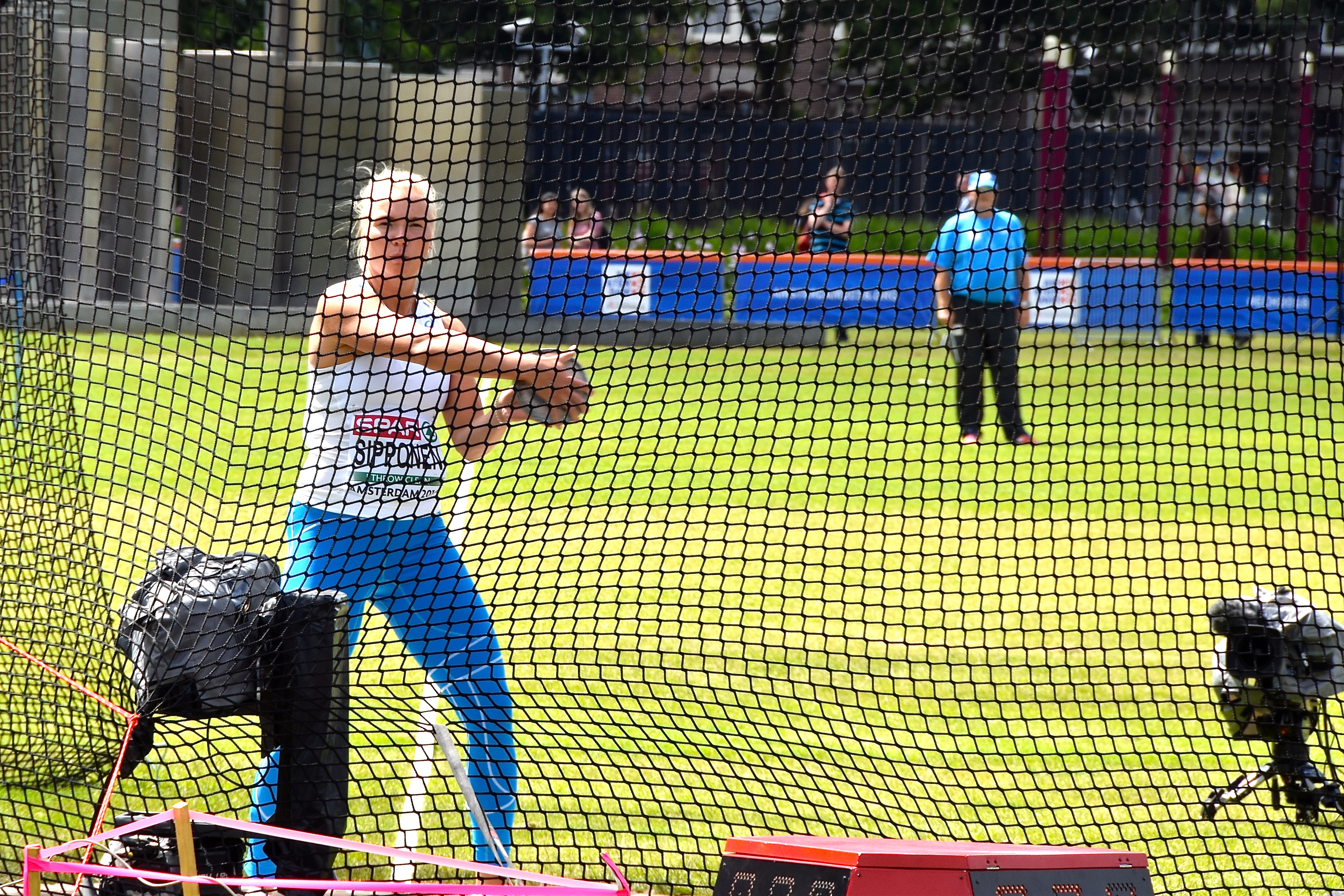
Salla Sipponen erzielte 54,95 m und schied damit aus

6. Juli 2016, 12:00 Uhr
| Platz | Name                      | Nation       | Resultat (m) | 1. Versuch (m) | 2. Versuch (m) | 3. Versuch (m) |
| 1     | Julia Fischer             | Deutschland  | 66,20        | 66,20          | –              | –              |
| 2     | Nadine Müller             | Deutschland  | 64,75        | 64,75          | –              | –              |
| 3     | Mélina Robert-Michon      | Frankreich   | 63,99        | 63,99          | –              | –              |
| 4     | Sabina Asenjo             | Spanien      | 59,72        | 57,73          | 59,72          | –              |
| 5     | Chrysoula Anagnostopoulou | Griechenland | 59,13        | 56,50          | 59,13          | –              |
| 6     | Zinaida Sendriūtė         | Litauen      | 58,88        | 57,47          | 56,97          | 58,88          |
| 7     | Sofia Larsson             | Schweden     | 56,02        | 53,57          | 55,33          | 56,02          |
| 8     | Olha Abramchuk            | Ukraine      | 56,00        | 50,23          | 56,00          | 53,89          |
| 9     | Salla Sipponen            | Finnland     | 54,95        | x              | 54,95          | 51,84          |
| 10    | Natalia Stratulat         | Moldau       | 54,45        | 54,45          | x              | x              |
| 11    | Kristina Rakočević        | Montenegro   | 54,35        | 54,95          | x              | 53,15          |
| 12    | Natalina Capoferri        | Italien      | 53,16        | 46,64          | 53,16          | 50,44          |
| 13    | Irina Rodrigues           | Portugal     | 50,40        | x              | 44,60          | 50,40          |

### Gruppe B

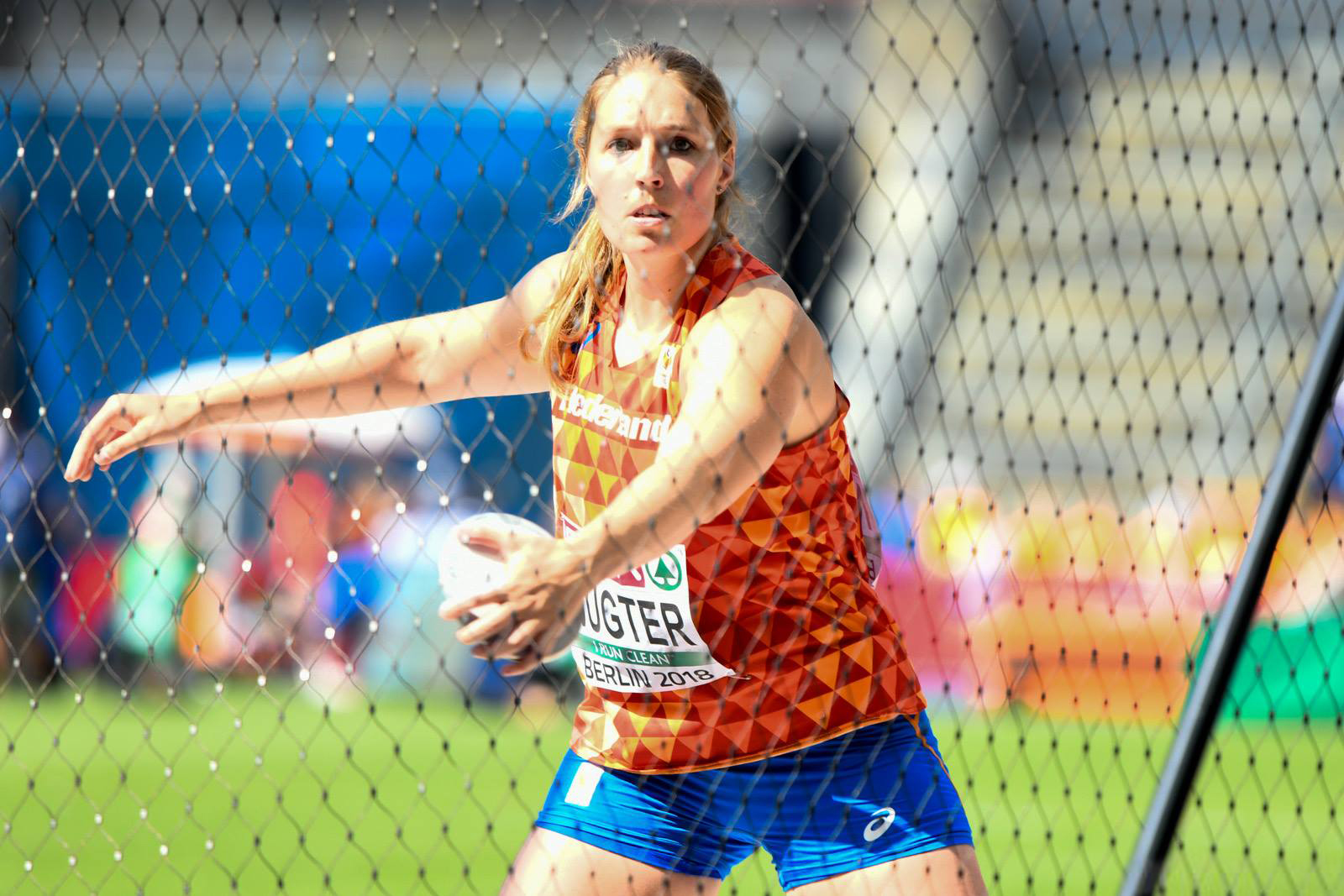
Corinne Nugters 55,52 m reichten nicht für die Teilnahme am Finale

6. Juli 2016, 13:15 Uhr
| Platz | Name               | Nation         | Resultat (m) | 1. Versuch (m) | 2. Versuch (m) | 3. Versuch (m) |
| 1     | Sandra Perković    | Kroatien       | 65,25        | 65,25          | –              | –              |
| 2     | Shanice Craft      | Deutschland    | 64,59        | 64,59          | –              | –              |
| 3     | Dragana Tomašević  | Serbien        | 60,51        | x              | 60,51          | –              |
| 4     | Natalija Semenowa  | Ukraine        | 60,33        | 60,33          | –              | –              |
| 5     | Eliška Staňková    | Tschechien     | 60,32        | 60,32          | –              | –              |
| 6     | Veronika Domjan    | Slowenien      | 60,11 NR     | 49,21          | 60,11 x        |                |
| 7     | Pauline Pousse     | Frankreich     | 60,06        | x              | 60,06          | –              |
| 8     | Stefania Strumillo | Italien        | 59,80        | 56,89          | 59,80          | –              |
| 9     | Jade Lally         | Großbritannien | 58,76        | 58,76          | –              | –              |
| 10    | Corinne Nugter     | Niederlande    | 55,52        | 53,16          | 52,28          | 55,52          |
| 11    | Veronika Watzek    | Österreich     | 53,79        | x              | 52,42          | 53,79          |
| 12    | Julia Viberg       | Schweden       | 52,82        | x              | 52,82          | x              |
| 13    | Valentina Aniballi | Italien        | 51,66        | 51,66          | x              | x              |

## Finale
8. Juli 2016, 20:15 Uhr
| Platz | Name                      | Nation         | Resultat (m) | 1. Versuch (m) | 2. Versuch (m) | 3. Versuch (m) | 4. Versuch (m)                              | 5. Versuch (m)                              | 6. Versuch (m)                              |
| 1     | Sandra Perković           | Kroatien       | 69,97        | 62,60          | 63,09          | x              | 66,03                                       | 69,97                                       | x                                           |
| 2     | Julia Fischer             | Deutschland    | 65,77        | 65,25          | 65,77          | 63,30          | x                                           | x                                           | 64,49                                       |
| 3     | Shanice Craft             | Deutschland    | 63,89        | 63,09          | 58,21          | x              | x                                           | 62,18                                       | 63,89                                       |
| 4     | Nadine Müller             | Deutschland    | 62,63        | 62,63          | 62,12          | 60,55          | x                                           | x                                           | x                                           |
| 5     | Mélina Robert-Michon      | Frankreich     | 62,47        | 61,47          | 60,80          | 60,44          | 61,70                                       | 62,47                                       | 60,96                                       |
| 6     | Natalija Semenowa         | Ukraine        | 62,21        | 56,75          | 62,21          | x              | x                                           | 56,54                                       | 61,45                                       |
| 7     | Jade Lally                | Großbritannien | 60,29        | 52,49          | 59,88          | 54,44          | x                                           | 60,29                                       | x                                           |
| 8     | Pauline Pousse            | Frankreich     | 59,62        | 59,62          | 55,76          | 58,32          | x                                           | x                                           | x                                           |
| 9     | Chrysoula Anagnostopoulou | Griechenland   | 59,23        | 57,45          | 59,23          | x              | nicht im Finale der besten acht Werferinnen | nicht im Finale der besten acht Werferinnen | nicht im Finale der besten acht Werferinnen |
| 10    | Veronika Domjan           | Slowenien      | 58,12        | 58,12          | 55,44          | x              | nicht im Finale der besten acht Werferinnen | nicht im Finale der besten acht Werferinnen | nicht im Finale der besten acht Werferinnen |
| 11    | Dragana Tomašević         | Serbien        | 56,83        | 56,74          | x              | 56,83          | nicht im Finale der besten acht Werferinnen | nicht im Finale der besten acht Werferinnen | nicht im Finale der besten acht Werferinnen |
| 12    | Sabina Asenjo             | Spanien        | 56,62        | 54,74          | 56,62          | 56,58          | nicht im Finale der besten acht Werferinnen | nicht im Finale der besten acht Werferinnen | nicht im Finale der besten acht Werferinnen |
| 13    | Zinaida Sendriūtė         | Litauen        | 56,17        | 51,31          | 53,20          | 56,17          | nicht im Finale der besten acht Werferinnen | nicht im Finale der besten acht Werferinnen | nicht im Finale der besten acht Werferinnen |
| 14    | Eliška Staňková           | Tschechien     | 55,90        | 55,90          | 55,52          | x              | nicht im Finale der besten acht Werferinnen | nicht im Finale der besten acht Werferinnen | nicht im Finale der besten acht Werferinnen |
| 15    | Stefania Strumillo        | Italien        | 55,78        | 55,78          | x              | x              | nicht im Finale der besten acht Werferinnen | nicht im Finale der besten acht Werferinnen | nicht im Finale der besten acht Werferinnen |

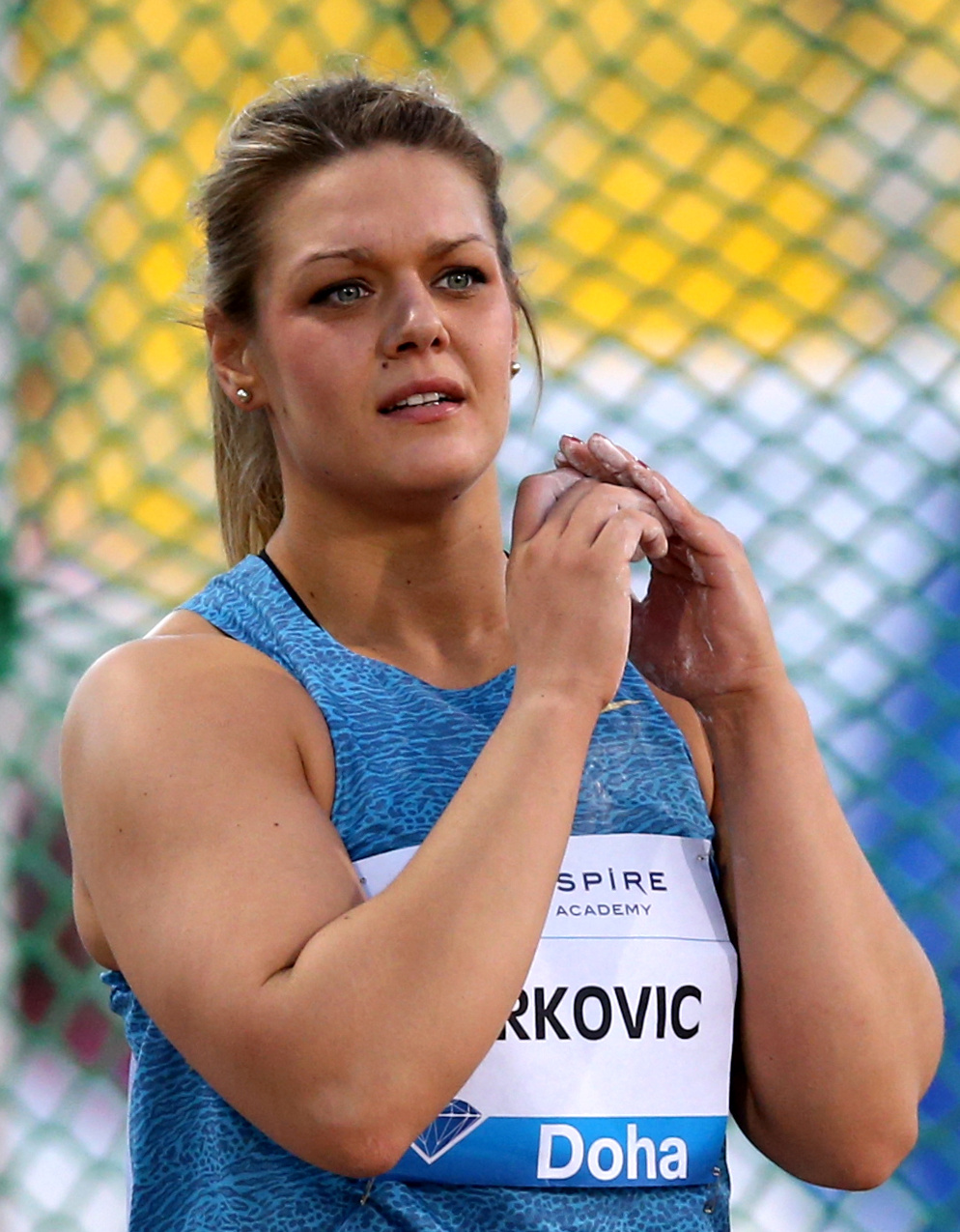
Europameisterin Sandra Perković, 2012 Olympiasiegerin, 2013 Weltmeisterin und 2015 Vizeweltmeisterin, errang ihren vierten EM-Titel in Folge
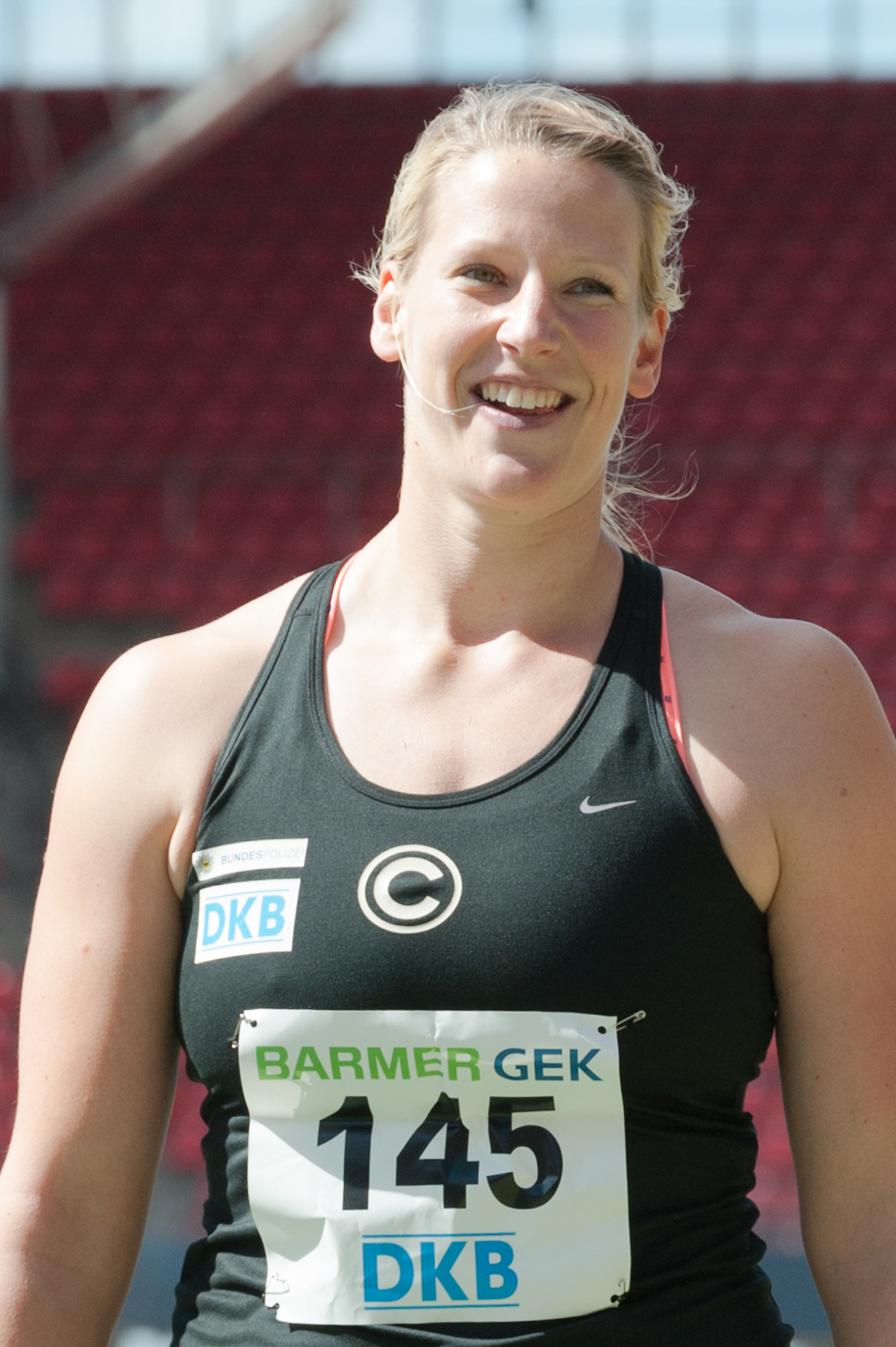
Vizeeuropameisterin Julia Fischer, spätere Julia Harting
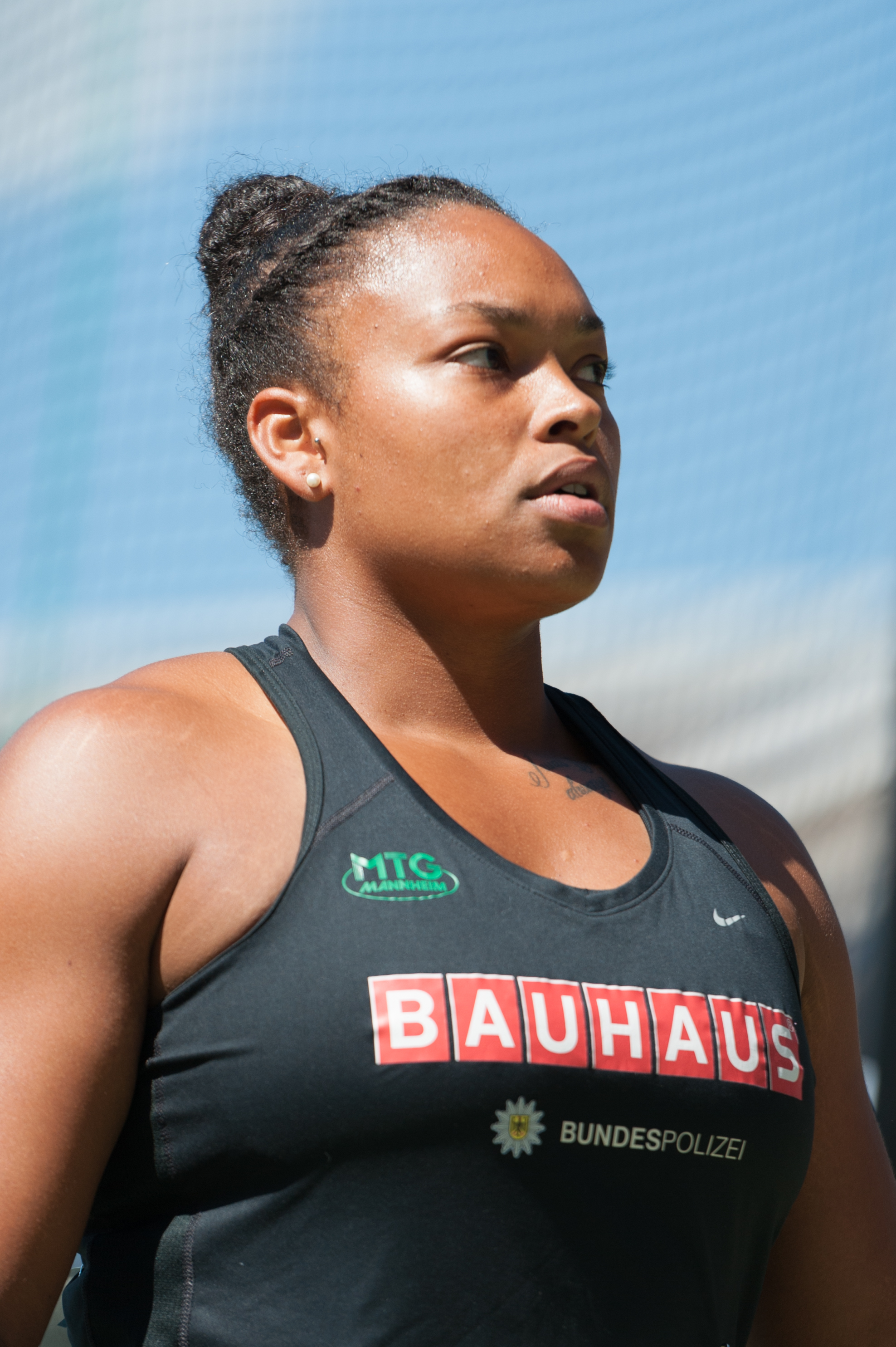
Bronzemedaillengewinnerin wurde wie schon bei den Europameisterschaften vor zwei Jahren Shanice Craft
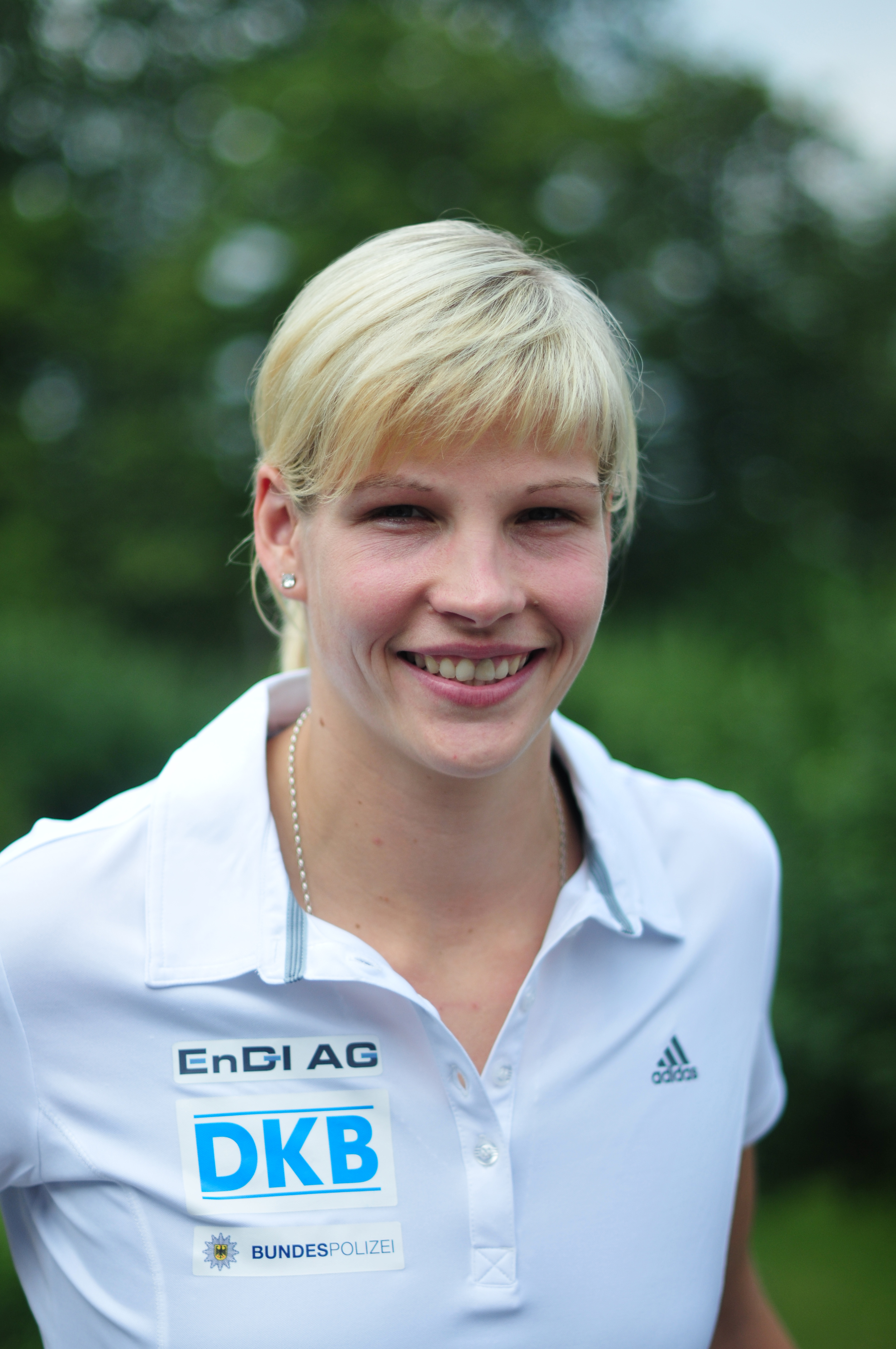
Nadine Müller, 2011 Vizeweltmeisterin, 2015 WM-Dritte und 2012 EM-Dritte, belegte Rang vier

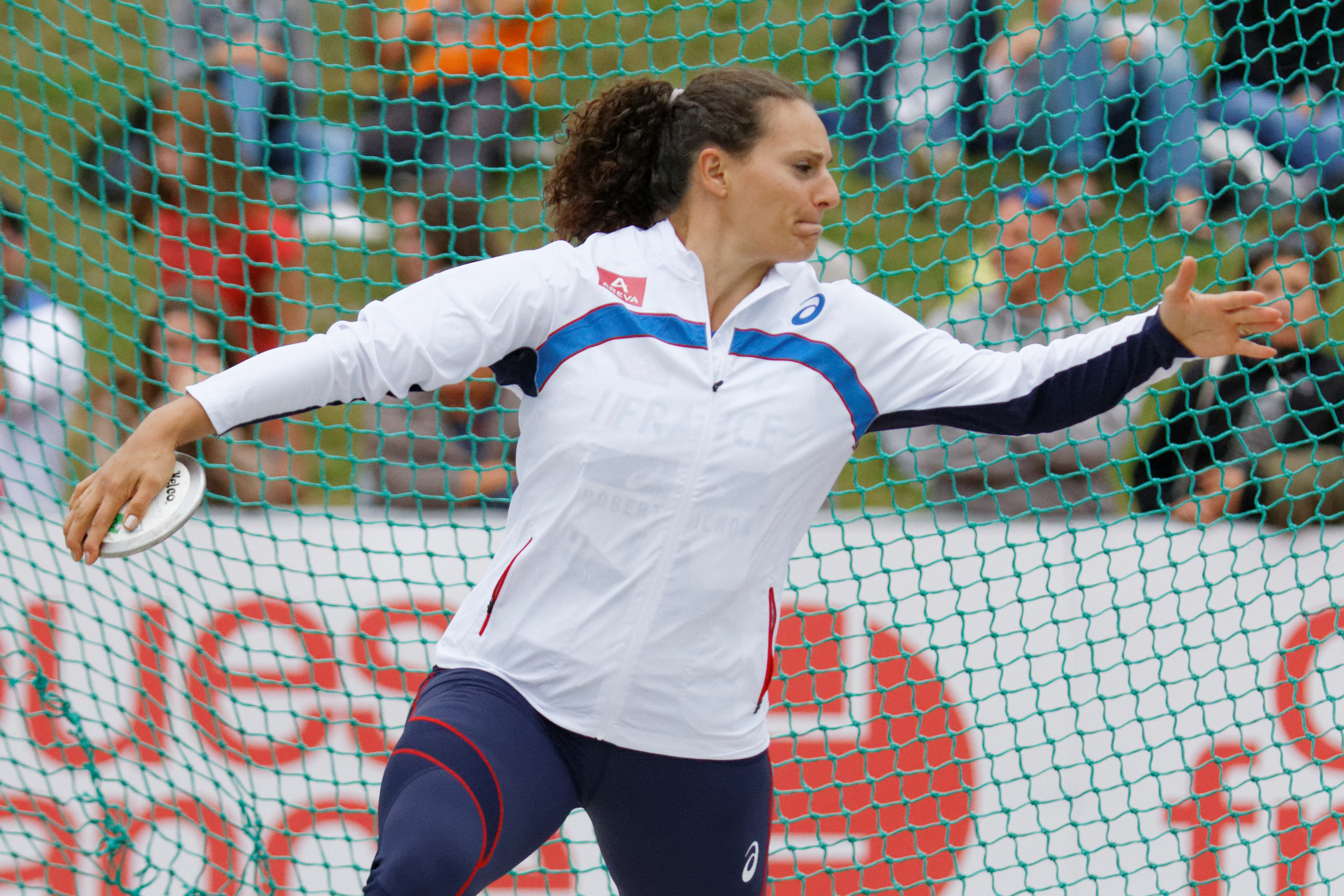
Mélina Robert-Michon, 2013 Vizeweltmeisterin und 2014 Vizeeuropameisterin, kam auf den fünften Platz
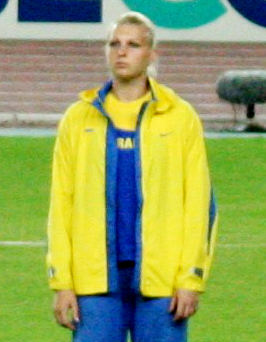
Natalija Semenowa, 2012 EM-Dritte, erreichte Platz sechs
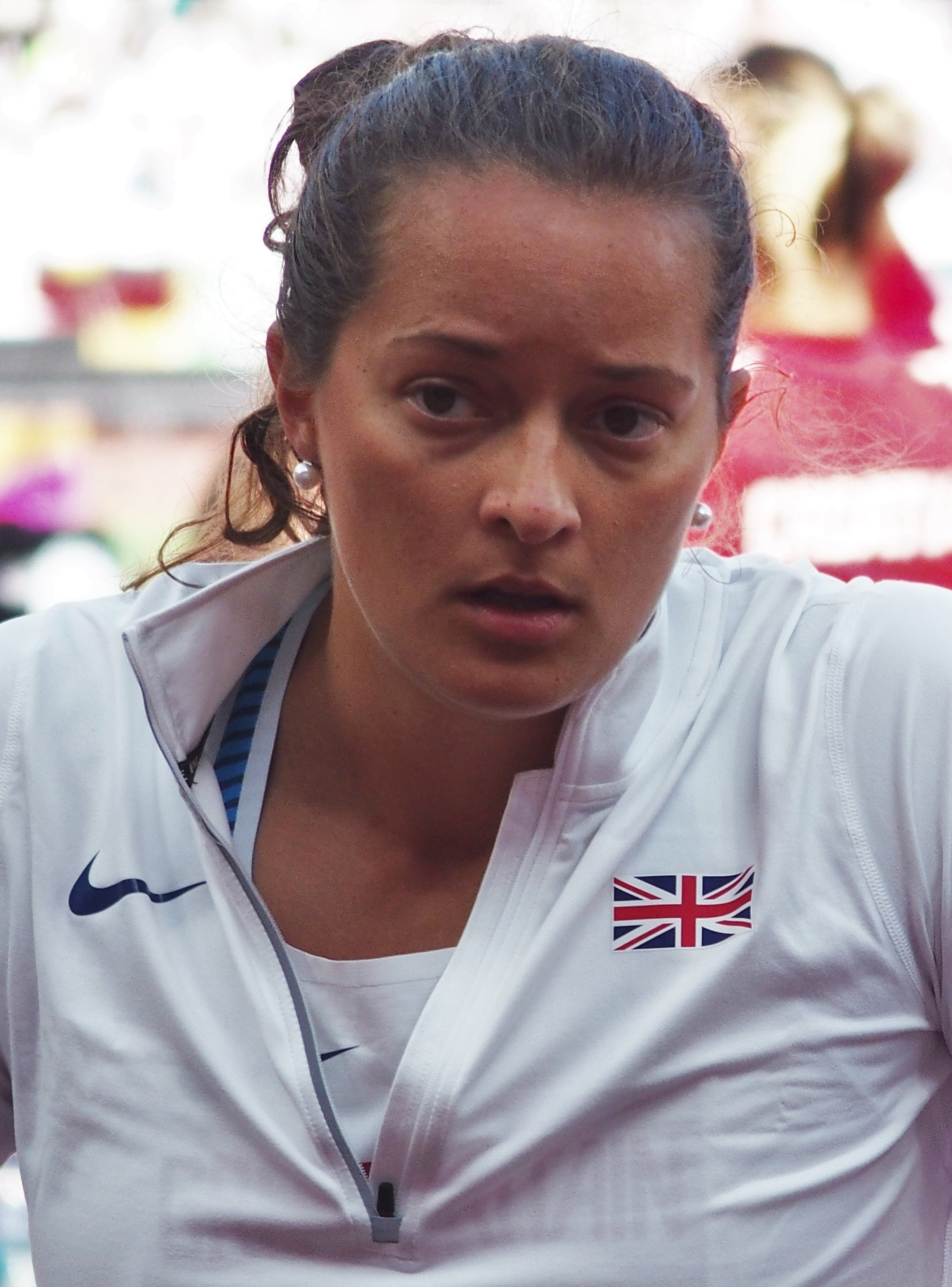
Jade Lally wurde Siebte
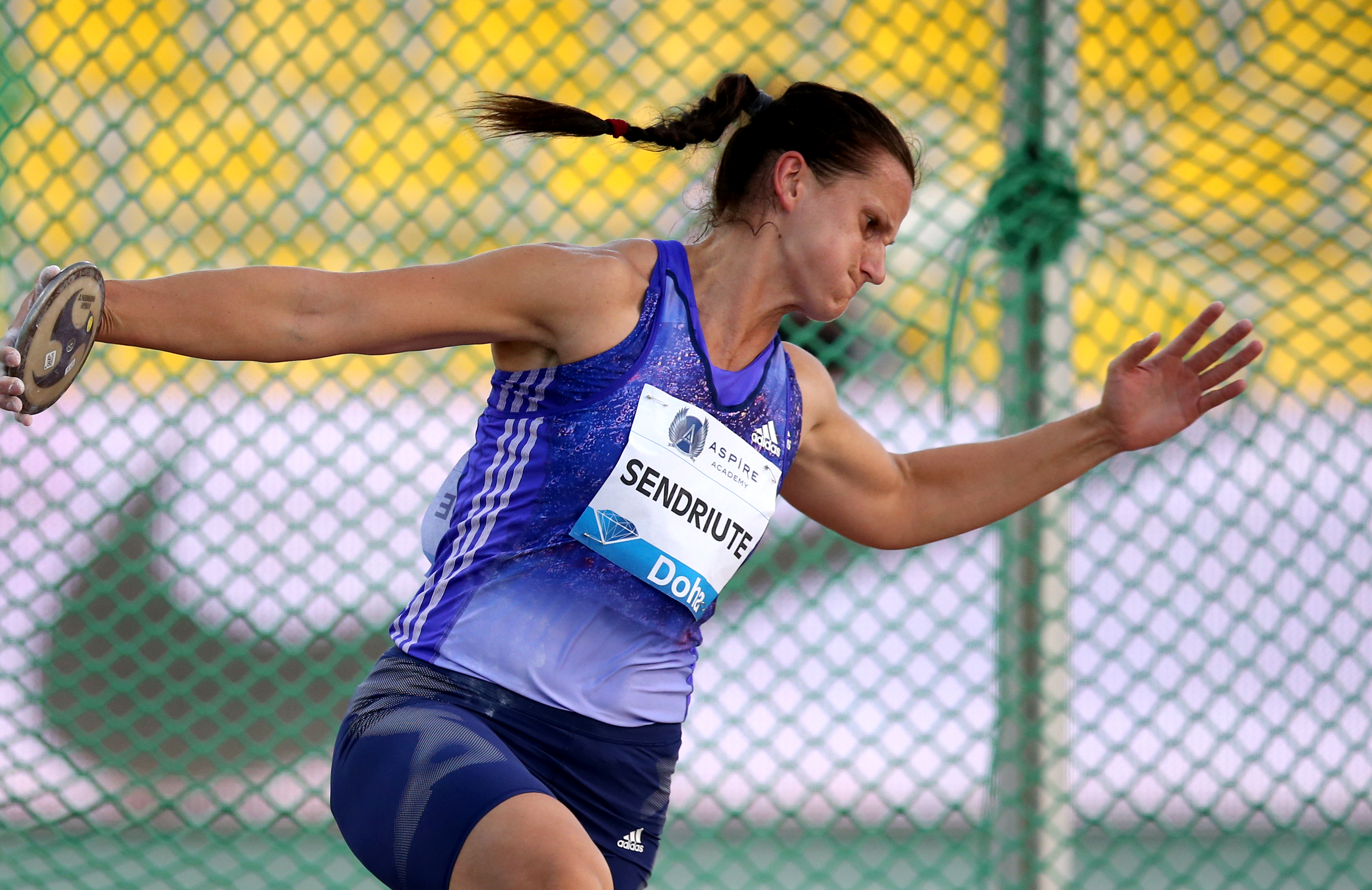
Rang dreizehn für Zinaida Sendriūtė

## Videolink
- European Championship 2016 Amsterdam Women's discus throw, youtube.com, abgerufen am 25. März 2023